# Eusandalum impressifrons
Eusandalum impressifrons är en stekelart som beskrevs av Girault 1922. Eusandalum impressifrons ingår i släktet Eusandalum och familjen hoppglanssteklar. Inga underarter finns listade i Catalogue of Life.